# 西楚州 (北齐)
西楚州，中国古代的州。
北齐天保中改楚州置，治所在钟离县（今安徽省凤阳县东北临淮关）。辖境约相当今安徽省淮河以南，瓦埠湖以东及女山湖、池河流域地区。南朝陈改为北徐州。北周复为西楚州。隋朝开皇二年（582年，一说三年）改名濠州。